# Sabicea domingensis
Sabicea domingensis är en måreväxtart som beskrevs av Ignatz Urban och Erik Leonard Ekman. Sabicea domingensis ingår i släktet Sabicea och familjen måreväxter. Inga underarter finns listade i Catalogue of Life.